# Bengt Gabrielsson Oxenstierna
Bengt Gabrielsson Oxenstierna, švedski politik, * 1623, † 1702.